# Listă de filme britanice din 2004
Aceasta este o listă de filme britanice din 2004:

## Lista
| 2004                                     |                      |                                                    |                  |                                                                                |
| 9 Songs                                  | Michael Winterbottom | Kieran O'Brien, Margo Stilley                      | Romantic Drama   |                                                                                |
| Ae Fond Kiss...                          | Ken Loach            | Atta Yaqub, Eva Birthistle                         | Drama            |                                                                                |
| Arsène Lupin                             | Jean-Paul Salomé     | Romain Duris, Kristin Scott Thomas                 | Crime drama      |                                                                                |
| Being Julia                              | István Szabó         | Annette Bening, Jeremy Irons                       | Drama            |                                                                                |
| Beyond the Sea                           | Kevin Spacey         | Kevin Spacey, Kate Bosworth                        | Biopic           |                                                                                |
| Blind Flight                             | John Furse           | Linus Roache, Ian Hart                             | Drama            |                                                                                |
| Bridget Jones: The Edge of Reason        | Beeban Kidron        | Renée Zellweger, Hugh Grant, Colin Firth           | Comedy           |                                                                                |
| Bullet Boy                               | Saul Dibb            | Ashley Walters, Luke Fraser                        | Crime drama      |                                                                                |
| The Calcium Kid                          | Alex De Rakoff       | Orlando Bloom, Michael Pena, Billie Piper          | Mockumentary     |                                                                                |
| Churchill: The Hollywood Years           | Peter Richardson     | Christian Slater, Neve Campbell                    | Comedy           |                                                                                |
| Creep                                    | Christopher Smith    | Franka Potente, Ken Campbell                       | Horror           |                                                                                |
| Dead Man's Shoes                         | Shane Meadows        | Paddy Considine, Gary Stretch                      | Crime Thriller   |                                                                                |
| Dear Frankie                             | Shona Auerbach       | Emily Mortimer, Gerard Butler                      | Drama            | Screened at the 2004 Cannes Film Festival                                      |
| Ella Enchanted                           | Tommy O'Haver        | Anne Hathaway, Hugh Dancy                          | Family           | Co-production with US                                                          |
| Enduring Love                            | Roger Michell        | Daniel Craig, Rhys Ifans, Samantha Morton          | Romance          |                                                                                |
| Everything                               | Richard Hawkins      | Ray Winstone, Jan Graveson                         | Mystery          |                                                                                |
| Finding Neverland                        | Marc Forester        | Johnny Depp, Kate Winslet, Julie Christie          | Drama            |                                                                                |
| Freak Out                                | Christian James      | James Heathcote, Dan Palmer                        | Horror/Comedy    |                                                                                |
| Freeze Frame                             | John Simpson         | Lee Evans                                          | Thriller         |                                                                                |
| Harry Potter and the Prisoner of Azkaban | Alfonso Cuarón       | Daniel Radcliffe, Rupert Grint, Emma Watson        | Fantasy          | Nominated Alexander Korda Award for Best British Film at the 2005 BAFTA Awards |
| Head in the Clouds                       | John Duigan          | Charlize Theron, Stuart Townsend                   | Romance/Drama    |                                                                                |
| I'll Sleep When I'm Dead                 | Mike Hodges          | Clive Owen, Jonathan Rhys-Meyers, Malcolm McDowell | Crime/Drama      |                                                                                |
| If Only                                  | Gil Junger           | Jennifer Love Hewitt, Paul Nicholls                | Drama            |                                                                                |
| In My Country                            | John Boorman         | Juliette Binoche, Samuel L. Jackson                | Drama            | Co-production with Republic of Ireland and South Africa                        |
| King Arthur                              | Antoine Fuqua        | Clive Owen, Stephen Dillane                        | Action           |                                                                                |
| Ladies in Lavender                       | Charles Dance        | Judi Dench, Maggie Smith                           | Drama            |                                                                                |
| Layer Cake                               | Matthew Vaughn       | Daniel Craig, Sienna Miller, Colm Meaney           | Crime thriller   |                                                                                |
| The Libertine                            | Laurence Dunmore     | Johnny Depp, Samantha Morton                       | Historical       |                                                                                |
| The Life and Death of Peter Sellers      | Stephen Hopkins      | Geoffrey Rush, Charlize Theron                     | Biopic           | Entered into the 2004 Cannes Film Festival                                     |
| Lighthouse Hill                          | David Fairman        | Jason Flemyng, Kirsty Mitchell                     | Comedy/Romance   |                                                                                |
| London Voodoo                            | Robert Pratten       | Doug Cockle, Sara Stewart                          | Horror           |                                                                                |
| Method                                   | Duncan Roy           | Elizabeth Hurley, Jeremy Sisto                     | Thriller         | Co-production                                                                  |
| Mickybo and Me                           | Terry Loane          | John Joe McNeill, Julie Walters, Ciarán Hinds      | Comedy/Drama     |                                                                                |
| Millions                                 | Danny Boyle          | Alexander Nathan Etel, Lewis McGibbon              | Family drama     |                                                                                |
| Mouth to Mouth                           | Alison Murray        | Ellen Page, Natasha Wightman, Eric Thal            | Comedy           |                                                                                |
| My Summer of Love                        | Pawel Pawlikowski    | Natalie Press, Emily Blunt                         | Romance          |                                                                                |
| The Noon Gun                             | Anthony Stern        |                                                    | Documentary      |                                                                                |
| The Phantom of the Opera                 | Joel Schumacher      | Gerard Butler, Emmy Rossum                         | Musical          |                                                                                |
| Piccadilly Jim                           | John McKay           | Sam Rockwell, Frances O'Connor                     | Comedy           |                                                                                |
| The Queen of Sheba's Pearls              | Colin Nutley         | Helena Bergström, Lorcan Cranitch                  | Drama            | Co-production with Sweden                                                      |
| School for Seduction                     | Sue Heel             | Kelly Brook, Dervla Kirwan, Margi Clarke           | Romance          |                                                                                |
| Sex Lives of the Potato Men              | Andy Humphries       | Johnny Vegas, Mackenzie Crook, Mark Gatiss         | Comedy           |                                                                                |
| Shaun of the Dead                        | Edgar Wright         | Simon Pegg, Kate Ashfield, Nick Frost              | Horror/comedy    |                                                                                |
| Sky Captain and the World of Tomorrow    | Kerry Conran         | Gwyneth Paltrow, Jude Law                          | Adventure        | Co-production with Italy and US                                                |
| Spivs                                    | Colin Teague         | Kate Ashfield, Ken Stott                           | Comedy/Crime     |                                                                                |
| Stage Beauty                             | Richard Eyre         | Billy Crudup, Claire Danes, Rupert Everett         | Historical drama |                                                                                |
| Suzie Gold                               | Richard Cantor       | Summer Phoenix, Kevin Bishop, Gem Souleyman        | Romance          |                                                                                |
| Tabloid                                  | David Blair          | Matthew Rhys, Mary Elizabeth Mastrantonio          | Comedy           |                                                                                |
| Things To Do Before You're 30            | Simon Shore          | Dougray Scott, Emilia Fox, Billie Piper            | Drama            |                                                                                |
| Trauma                                   | Marc Evans           | Colin Firth, Mena Suvari, Naomie Harris            | Thriller         |                                                                                |
| Troy                                     | Wolfgang Petersen    | Brad Pitt, Orlando Bloom                           | Action           | Co-production with US and Malta                                                |
| Vanity Fair                              | Mira Nair            | Reese Witherspoon, Romola Garai, James Purefoy     | Drama            |                                                                                |
| Vera Drake                               | Mike Leigh           | Imelda Staunton, Phil Davis, Eddie Marsan          | Drama            | Winner of the Golden Lion and Best Actress prizes at the Venice Film Festival  |
| A Way of Life                            | Amma Asante          | Brenda Blethyn, Stephanie James                    | Drama            |                                                                                |
| What Happened Today...?                  | Nick Usher           | Jennifer Lynn, Tarik Edeoglu                       | Instructional    | A road safety film                                                             |
| Wimbledon                                | Richard Loncraine    | Kirsten Dunst, Paul Bettany                        | Sports           |                                                                                |
| Winner Takes All                         | Helen M Grace        | JC Mac, Chico Slimani                              | Short Film       |                                                                                |
| Yasmin                                   | Kenneth Glenaan      | Archie Panjabi                                     | Drama            |                                                                                |